# Pierre Laigle
Pierre Laigle (* 12. September 1970 in Auchel) ist ein ehemaliger französischer Fußballspieler.
Im Verlauf seiner Karriere wurde er zwei Mal französischer Ligapokalsieger und gewann 2002 mit Olympique Lyon den französischen Meistertitel. 2009 beendete er als Spieler von US Chalon-en-Champagne in der höchsten Amateurliga seine aktive Karriere.
Er wurde vorwiegend im linken oder defensiven Mittelfeld eingesetzt, konnte jedoch auch die Position des linken Außenverteidigers einnehmen.

## Vereinskarriere
Laigle begann im Alter von sieben Jahren seine Karriere in der Jugend seines Heimatvereins US Auchel. 1981 wechselte er in die Jugendakademie des RC Lens, in der er zum Profispieler heranreifte.
Von 1988 bis 1990 war er Stammspieler in der B-Mannschaft von RCL, ehe er seinen ersten Profivertrag unterzeichnete. Lens, welches gerade den sofortigen Wiederaufstieg in die Ligue 1 verpasst hatte, war aufgrund finanzieller Probleme gezwungen vermehrt auf Eigenbauspieler zu setzen, woraufhin neben Laigle Spieler wie Jean-Guy Wallemme, Cyrille Magnier, Eric Sikora oder Frédéric Déhu zu Stammkräften avancierten, die in den Folgejahren das tragende Gerüst der Mannschaft bilden sollten.
Nach einer starken Debütsaison und dem Aufstieg als Tabellenzweiter, etablierte sich Laigle, damals noch überwiegend im linken Mittelfeld eingesetzt, in den Folgespielzeiten in der Ligue 1. Unter Trainer Patrice Bergues wurde er daraufhin ab 1994 zum defensiven Mittelfeldspieler umfunktioniert, worunter zwar seine Torquote litt, er jedoch zu einer Schlüsselfigur im System des RCL avancierte. Als Schnittstelle zwischen Defensive und Offensive agierte er neben dem damals noch jungen Talent Marc-Vivien Foé als verlängerter Arm des Trainers auf dem Feld und glänzte als Vorlagengeber für die Stürmer Roger Boli, Titi Camara oder Tony Vairelles. Nach dem Ligapokalsieg 1994 und der Ernennung zum französischen Nationalspieler, war er in den Fokus verschiedener europäischer Vereine gerückt und wechselte zur Spielzeit 1996/97 nach Italien zum von Sven-Göran Eriksson betreuten Sampdoria Genua.
Nach kurzen Anlaufschwierigkeiten etablierte er sich auch in Italien auf der gleichen Position wie zuvor bei Lens und bildete gemeinsam mit Fausto Salsano, Christian Karembeu und Juan Sebastián Verón die starke Mittelfeldraute der "Samp". Mit der Ankunft von Landsmann Alain Boghossian und dem Trainerwechsel zu César Luis Menotti und später Vujadin Boškov, kam er auch als linkes Außenglied in der Viererkette oder auf seiner alten Position im linken Mittelfeld zum Einsatz, behielt jedoch seinen Status als Stammspieler und zeigte mit fünf Saisontoren wieder seine Torgefährlichkeit. Die Spielzeit 1998/99 entwickelte sich trotz der Verpflichtungen von Lee Sharpe, Doriva oder Ariel Ortega zu einer Katastrophensaison für Sampdoria, die nach drei Trainerwechseln und Tabellenplatz 16 mit dem erstmaligen Gang in die Zweitklassigkeit seit 1982 endete. Daraufhin wechselte Laigle zurück nach Frankreich zu Olympique Lyon.
In seiner ersten Spielzeit hatte er mit einigen kleineren Verletzungen zu kämpfen und kam lediglich auf 17 Saisoneinsätze, ehe er sich in der Folgesaison neben seinen früheren Teamkollegen aus Lens Zeiten Marc-Vivien Foé im Mittelfeld etablieren konnte. Nach einem dritten Platz und dem Vizemeistertitel in der Spielzeit 2000/01 hinter dem FC Nantes, gewann er daraufhin 2002 mit dem Verein erstmals den französischen Meistertitel. Bis zur vorletzten Runde führte sein Jugendverein RC Lens die Tabelle an, ehe Lyon im letzten Spiel mit einem 3:1-Heimsieg doch noch die Wende gelang. Laigle gelang dabei das entscheidende Tor zum Endstand. In der mit Stars wie Sonny Anderson, Juninho, Éric Carrière oder Steve Marlet aufgestellten Mannschaft hatte Laigle abermals eine tragende Rolle im Mittelfeld eingenommen und galt aufgrund seiner konstant starken Leistungen als Garant für den Erfolg.
Nach dem Meistertitel wechselte er ligaintern zu damals HSC Montpellier, bei denen er in seiner Debütsaison jedoch abermals verletzungsbedingt auf lediglich 18 Saisoneinsätze kam. In der Folgespielzeit war er zwar wieder weitestgehend verletzungsfrei, konnte jedoch nicht mehr an seine alte Klasse anknüpfen. Montpellier stieg daraufhin trotz eines starken Habib Bamogo, der 16 Saisontore erzielen konnte, als Tabellenletzter in die Ligue 2 ab.
Laigle beendete daraufhin seine Profikarriere und wechselte in die französische Amateurliga, wo er noch drei Spielzeiten für AS Saint-Priest und für US Chalon-en-Champagne tätig war. 2009 gab er seinen endgültigen Rücktritt bekannt.

## Nationalmannschaft
Nach Einsätzen für die französische U-21- und B-Nationalmannschaft, feierte Laigle am 21. Februar 1996 beim 3:1-Sieg im Freundschaftsspiel gegen Griechenland sein Debüt für Frankreich. In Folge zählte er zum erweiterten Kreis der Nationalmannschaft, wurde jedoch nicht in das endgültige Aufgebot Frankreichs für die Fußball-Europameisterschaft 1996 einberufen.
Er war Mitglied der bekannten "bannis de Clairefontaine", jener sechs Spieler (Lionel Letizi, Martin Djetou, Sabri Lamouchi, Ibrahim Ba und Nicolas Anelka), die kurz vor der Heim-Weltmeisterschaft 1998, die für Frankreich mit dem Titel endete, von Trainer Aimé Jacquet aus dem vorläufigen 28-Mann Kader gestrichen wurden. Laigle gibt bis heute seine Nichtnominierung als größte sportliche Enttäuschung an.
Sein letztes Länderspiel bestritt er am 12. November 1997 beim 2:1-Sieg gegen Schottland.
Nach starken Leistungen für Olympique Lyon wurde er im November 2000 vom damaligen Teamchef Roger Lemerre für das Freundschaftsspiel gegen die Türkei nochmals in den Nationalmannschaftskader einberufen, musste jedoch verletzungsbedingt absagen. Daraufhin wurde er nicht mehr für Frankreich berücksichtigt.

## Nach der aktiven Karriere
Nach seiner Spielerkarriere ließ er sich mit seiner Familie im Großraum Lyon nieder und arbeitet seither als Immobilienmakler. Dem Fußballgeschäft hat er komplett den Rücken zugekehrt.

## Erfolge
- 1× Französischer Fußballmeister: 2002
- 2× Coupe de la Ligue: 1994, 2001